# أنجلوفيل

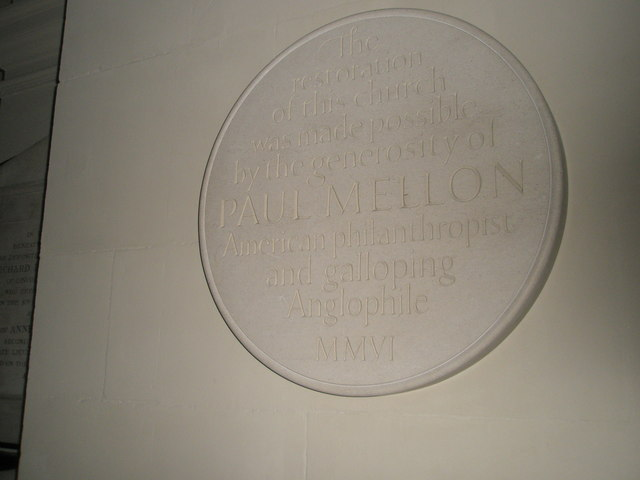

الأنجلوفيل هو الشخص الذي يعجب في إنجلترا وشعبها، وثقافتها، وآدابها.
تم نشر مصطلح أنجلوفيل لأول مرة في عام 1864 من قبل تشارلز ديكنز في كتابه على مدار السنة، عندما وصف المجلة Revue des Deux Mondes بأنها "متقدمة وإلى حد ما أنجلوفيل.
على الرغم من أن مصطلح أنجلوفيل بالمعنى الدقيق للكلمة يشير إلى تقارب الأشياء والأشخاص والأماكن وثقافة إنجلترا، يستخدم المصطلح أحيانًا للإشارة إلى تقارب لنفس سمات الجزر البريطانية بشكل عام. على الرغم من أن الكلمة بريطانوفيل نادرًا.